# Henriette Vásárhelyi
Henriette Vásárhelyi (geboren 1977 als Henriette Langer in Ost-Berlin) ist eine deutsche Schriftstellerin.

## Leben
Vásárhelyi studierte am Deutschen Literaturinstitut in Leipzig und absolvierte an der Hochschule der Künste Bern das Masterstudium Contemporary Arts Practice. Sie lebt mit ihrer Familie im Seeland.

## Auszeichnungen und Nominierungen
2012 wurde das Manuskript für ihren Debütroman immeer mit dem Studer/Ganz-Preis ausgezeichnet; der Roman war 2013 auf der Shortlist für den Schweizer Buchpreis. 2014 erhielt sie den Literaturpreis des Kantons Bern.

## Werke

### Roman
- immeer. Dörlemann, Zürich 2013, ISBN 978-3-908777-93-9.
- Seit ich fort bin. Dörlemann, Zürich 2017, ISBN 978-3-03820-041-3.

### Kurzgeschichten (Auswahl)
- Dies kn ist Mnsch keine st Reise llgl. In: Viceversa Literatur (Hrsg.): Jahrbuch der Schweizer Literaturen »Ein Schweizer Bestiarium«. Rotpunktverlag, Fribourg 2015, ISBN 978-3-85869-642-7.
- Mein Hunger, dein Himmel. In: Weisz auf Schwarz – Zeitschrift für Literatur. Nr. 13, 2013, S. 4–7.
- Spitzendige Zweige - Eine Kindheitserzählung. In: Plöttner Verlag (Hrsg.): kunststoff – das Kulturmagazin. Nr. 22. Leipzig 2011.